# Rozdroże pod Słoneczną Kopą
Rozdroże pod Słoneczną Kopą – węzeł dróg leśnych i szlaków turystycznych, położony na wysokości 666 m n.p.m. pod górą Słoneczna Kopa w południowo-zachodniej Polsce, w Sudetach Środkowych,  w Górach Kamiennych, w paśmie Gór Suchych.

## Szlaki turystyczne
Przez rozdroże prowadzi  szlak turystyczny:
- żółty  – Rozdroże pod Słoneczną Kopą - Świerki - Świerki Dolne (przystanek kolejowy) - Sierpnica - Kompleks Osówka[1]
- zielony – szlak graniczny prowadzący wzdłuż granicy z Tłumaczowa do Przełęczy Okraj
- Świerki Dolne – Rozdroże pod Włodzicką Górą - Świerki - Granicznik - Rozdroże pod Słoneczną Kopą